# El Mirador
El Mirador é um sítio arqueológico pré-colombiano maia, muito extenso, localizado no norte do departamento de El Petén, na Guatemala. 
O sítio foi inicialmente descoberto em 1926, e fotografado a partir do ar em 1930, mas este sítio remoto num recanto da selva não receberia grande atenção até Ian Graham aqui ter passado 10 dias elaborando o primeiro mapa do local em 1962. Em 1978, foi iniciada uma investigação detalhada, num projecto liderado por Bruce Dahlin da Universidade Católica de Washington e Ray Matheny da Universidade de Brigham Young.

## História
Para surpresa dos arqueólogos, descobriu-se que grande parte das construções não eram contemporâneas com as grandes cidades maias do período clássico existentes na região, como Tikal e Uaxactun, mas que haviam sido erguidas séculos antes, durante o período pré-clássico. 
El Mirador desenvolveu-se a partir do século VI a.C., atingindo o seu apogeu entre o século III a.C. e o século I, com uma população máxima de aproximadamente 80 000 pessoas. A partir desta altura observa-se um hiato construtivo, talvez mesmo o completo abandono da cidade durante várias gerações, seguidos de uma reocupação e nova etapa construtiva no período clássico tardio, até ao abandono definitivo no século IX.

## O sítio actual
El Mirador cobre cerca de 26 km². Existem várias estruturas (cerca de 30), que consistem de uma grande plataforma artificial de altura reduzida em cima da qual se encontram três pirâmides em escada. As mais notáveis de entre estas estruturas são três enormes complexos: El Tigre, La Danta e Los Monos. 
A pirâmide mais alta de El Tigre tem cerca de 60 metros de altura. La Danta, com 75 metros de altura, é a mais alta estrutura maia, e uma das maiores do mundo em volume se incluída a grande plataforma em que assenta a pirâmide e que cobre 18 000 m² com um volume total de 2 800 000 metros cúbicos.
As paredes da maioria das estruturas estavam originalmente revestidas com blocos talhados em pedra e decoradas com caras de grande dimensão pintadas sobre estuque retratando as divindades da mitologia maia. Carlos Morales-Aguilar, um arqueólogo guatemalteco, sugere a existência de um alinhamento extraordinário entre os vários grupos arquitectónicos, templos principais e monumentos esculpidos, relacionado com as trajectórias do Sol e da Lua. Este estudo reflecte a importância do planejamento urbano e dos espaços sagrados desde a chegada dos primeiros povoadores de El Mirador.
Cerca do ano 700, ocorreu a reocupação e pelo menos parte de El Mirador foi envolvida por uma muralha em que se reutilizou alguma da pedra das estruturas mais antigas. Tornou-se também a única fonte de "cerâmica de estilo codex", um tipo de cerâmica finamente pintada.
El Mirador é ainda o centro de várias antigas sacbeob (ou estradas brancas), caminhos pedestres elevados cerca de 4 metros acima do nível do solo, pavimentados com pedra, com 40 metros de largura, um dos quais liga El Mirador a Nakbé, a 12 km de distãncia. 
Richard D. Hansen, um reputado arqueólogo da Universidade de Idaho, é o actual director do Mirador Basin Project (Projecto da Bacia de Mirador), e de acordo com os seus achados, pensa que os mais de 27 sítios da bacia de Mirador, formavam o o primeiro estado político das Américas, e que o norte de El Petén dá à Guatemala o direito de intitular-se o "berço da civilização maia."
Apesar de El Mirador conter exemplos marcantes relativos à civilização maia do pré-clássico, a sua localização remota tem evitado que se torne um sítio popular entre os turistas.